# لويس ميلينديز
لويس ميلينديز (بالإسبانية: Lluís Meléndez Gardeñas)‏ هو صحفي إسباني، ولد في 28 مايو 1900 في برشلونة في إسبانيا، وتوفي بنفس المكان في 3 مارس 1971.

## وصلات خارجية
- لويس ميلينديز على موقع أوليمبيديا (الإنجليزية)